# Parakahliellidae
Famille
Les Parakahliellidae sont une famille de Ciliés de la classe des Hypotrichea et de l’ordre des Stichotrichida.

## Étymologie
Le nom de la famille vient du genre type Parakahliella, composé du préfixe para-, « à côté de », et du suffixe -kahliella, par allusion au genre Kahliella Corliss, 1960.

## Habitat
L'espèce Parakahliella macrostoma est un cilié terrestre.

## Liste des genres
Selon GBIF (15 mars 2023) :
- Anatoliocirrus Özbek & Foissner, in Foissner, Agatha & Berger, 2002
- Fragmocirrus Foissner, 2000
- Neogeneia Eigner, 1995

## Systématique
Le nom valide de ce taxon est Parakahliellidae Eigner, 1997.
Selon World Register of Marine Species (15 mars 2023) cette famille est invalide et synonyme de celle des Kahliellidae Tuffrau, 1979.
Le nom valide du genre type est Parakahliella Berger, Foissner & Adam, 1985.